# خوليو ألونسو أورتيغا
خوليو ألونسو أورتيغا (من مواليد 23 ديسمبر 2000 في لاس بالماس، كناريا الكبرى) هو بحار إسباني و بطل عالمي متخصص في فئة الزوارق الشراعية الزوجية. أبحر طوال معظم مسيرته الرياضية لنادي غران كناريا الملكي لليخوت، حيث تدرب تحت إشراف المدربين آرون سارمينتو [الإنجليزية] والمدرب الحائز على ميداليتين ذهبيتين أولمبيتين؛ لويس دوريستي [الإنجليزية].

## المسيرة التعليمية
بجانب مسيرته الرياضية في الإبحار الشراعي، تابع ألونسو تعليمه العالي في المملكة المتحدة. تحصل على درجة البكالوريوس في إدارة الأعمال مع مرتبة الشرف الأولى من جامعة لانكستر (بالإنجليزية: Lancaster University؛ رسميًّا University of Lancaster). ثم تحصل على درجة الماجستير في الاقتصاد السياسي للأسواق الناشئة في جامعة كلية الملك بلندن (بالإنجليزية: King's College London)، و درجة الماجستير في التجارة الدولية من جامعة "أتلانتيكو ميديو"، بدعم من منحة مقدمة من مؤسسة PROEXCA. 

## مسيرة الإبحار الشراعي
بدأ ألونسو الإبحار الشراعي في سن العاشرة في فئة الأوبتيميست (فئة القوارب الشراعية الفردية للأعمار تحت 15 سنة) في منطقة موغان، وانضم فيما بعد إلى نادي غران كناريا الملكي لليخوت، حيث يواصل المنافسة ضمن صفوفه. 
حقق ألونسو نجاحاً كبيراً في فئة قوارب 420 ( نوع من الزوارق الشراعية). فاز بثلاث بطولات إسبانية للإبحار الشراعي وحصل على مركز الوصيف إلى جانب لويس دوريستي، ابن البحار المخضرم لويس دوريستي [الإنجليزية] وابن شقيق مانويل دوريستي [الإنجليزية] وغوستافو دوريستي وخوسيه لويس دوريستي [الإنجليزية] - وجميعهم شخصيات بارزة في تاريخ رياضة القوارب الشراعية الإسبانية. خلال هذه الفترة، شارك أيضاً في العديد من البطولات الأوروبية والعالمية ليكتسب خبرة دولية قيّمة.
كان من أبرز إنجازاته في فئة قوارب ال420؛ فوزه ببطولة العالم في فئة سباقات الفرق. أدى هذا الإنجاز الكبير إلى اكتسابه شهرة كبيرة في مدينته و مسقط رأسه، حيث أدى ركلة البداية الفخرية في مباراة كرة القدم بين نادي لاس بالماس وريال مدريد في ملعب غران كاناريا.
انتقل ألونسو إلى فئة 29er (فئة القوارب الزوجية ذات الأداء العالي)، وحصل على ميدالية ذهبية في بطولة إسبانيا المطلقة للزوارق الشراعية لفئة 29er، وميدالية ذهبية لفئة تحت 19 سنة في بطولة إسبانيا.  أهلته هذه النجاحات لتمثيل إسبانيا في بطولة العالم للإبحار الشراعي للشباب (بالإنجليزية: Youth Sailing World Championship ISAF) عام 2018 التي أقيمت في كوربوس كريستي بتكساس، حيث أنهى البطولة بالمركز العاشر في الترتيب العام.
في نفس السنة, وقع ألونسو مع فريق "Spanish Impulse by IBEROSTAR" و هو فريق أنشيء رسميا لتمثيل إسبانيا في كأس أمريكا لشباب ريدل بول (بالإنجليزية: Red Bull (Youth America's Cup المقام في برمودا.
أثناء هذه المدة، مثّل ألونسو إسبانيا أيضاً في نهائي بطولة ريد بُل للزوارق الشراعية "وينج فويل" (بالإنجليزية: Flying Phantom) العالمية في ميامي, مشاركا في منافسات قوارب "الشبح الطائر", مظهرا قدرة بالغة على التكيف في مختلف تخصصات الإبحار الشراعي المتطلبة للأداء العالي.
في الوقت الحالي, يتشارك ألونسو مع ماريا بوفر بهدف تمثيل إسبانيا في فئة 470 المختلطة في الألعاب الأولمبية. وقد حققا حتى الآن المركز الرابع في فئة أقل من 24 سنة في بطولة العالم للإبحار الشراعي فئة 470، والمركز الخامس في فئة أقل من 24 سنة في بطولة أوروبا للإبحار الشراعي في فئة قوارب 470.